# Zazi (huyện)
Jaji là một huyện thuộc tỉnh Paktia, Afghanistan. Dân số thời điểm năm 1999 là 44,241 người.